# La Proie et l'Ombre
Pour les articles homonymes, voir La Proie et l'Ombre (homonymie).
La Proie et l'Ombre est la douzième histoire de la série Yoko Tsuno de Roger Leloup. Elle est publiée pour la première fois du no 2244 au no 2264 du journal Spirou, puis en album en 1982.

## Univers

### Synopsis
En vacances en Écosse, Yoko et Pol rencontrent une mystérieuse famille dont la fille, Cécilia, prétend voir le fantôme de sa mère morte dans la folie des années auparavant…
Ces évènements correspondent à une prophétie lancée quinze ans plus tôt par le sorcier Mac Nab, selon laquelle Cécilia doit mourir avant sa majorité.
Vic ayant rejoint ses amis, le trio mettra au jour un audacieux stratagème alliant haute technologie, sosie, légende et passages secrets dans un château écossais, qui vise à éliminer Cécilia afin de bénéficier de son immense fortune.

### Personnages

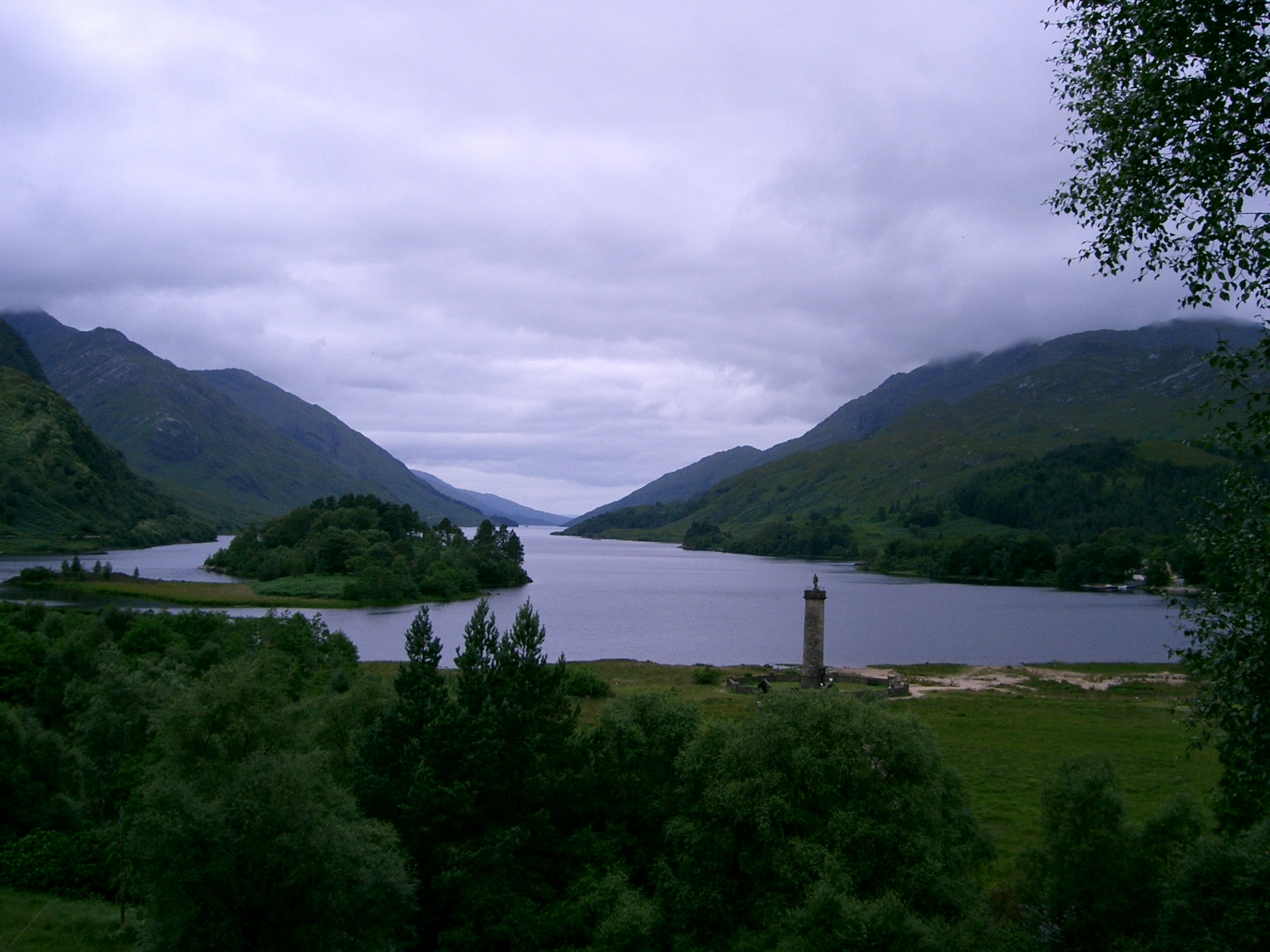
L'Écosse.

| Trio                                  | Alliés                         | Adversaires                    |
| ------------------------------------- | ------------------------------ | ------------------------------ |
| - Yoko Tsuno - Vic Vidéo - Pol Pitron | - Cécilia - Mac Nab - Margaret | - Sir Williams - Docteur Evans |

### Lieux
- Loch Castle, château imaginaire situé en Écosse

## Analyse
« Les éléments de scénario que je ne savais comment agencer la veille se précisent et commencent à entrer dans une construction. Ils prennent parfois des proportions imprévisibles et le fantastique apparaît. J'ai un faible pour Jean Ray et Edgar Poe. J'essaie toujours de faire la part entre le réel et l'irréel sans négliger l'un et l'autre. À l'heure actuelle, on a besoin de fantastique pour rêver, car tout a été exploré, mais il faut conserver un juste équilibre. »

— Roger Leloup
Cet album est le seul à faire directement référence au surnaturel - les fantômes et revenants - pour mieux le détruire par une explication rationnelle, non sans évoquer une enquête de Sherlock Holmes (Le Chien des Baskerville, d'Arthur Conan Doyle), dans laquelle un chien présenté comme surnaturel se révèle une supercherie.

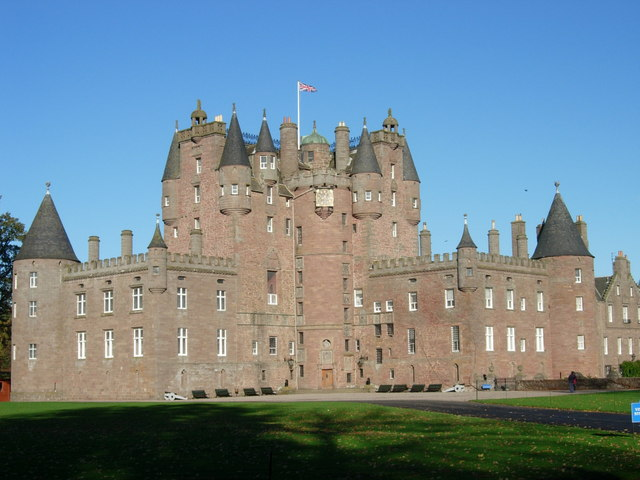
Le château de Glamis inspira Roger Leloup pour créer Loch Castle.

Connu pour être le lieu de l’action de Macbeth de Shakespeare, le loch Castle est inspiré d’un château écossais existant, le château de Glamis. Sa construction débuta en 1400, l’aile droite date de 1440 et l’aile gauche de la fin du XVIIe siècle. Glamis est la maison héréditaire de la famille Lyon, actuelle famille Bowes-Lyon. Ce château est la maison d'enfance d'Elizabeth Bowes-Lyon, future Reine Elizabeth.

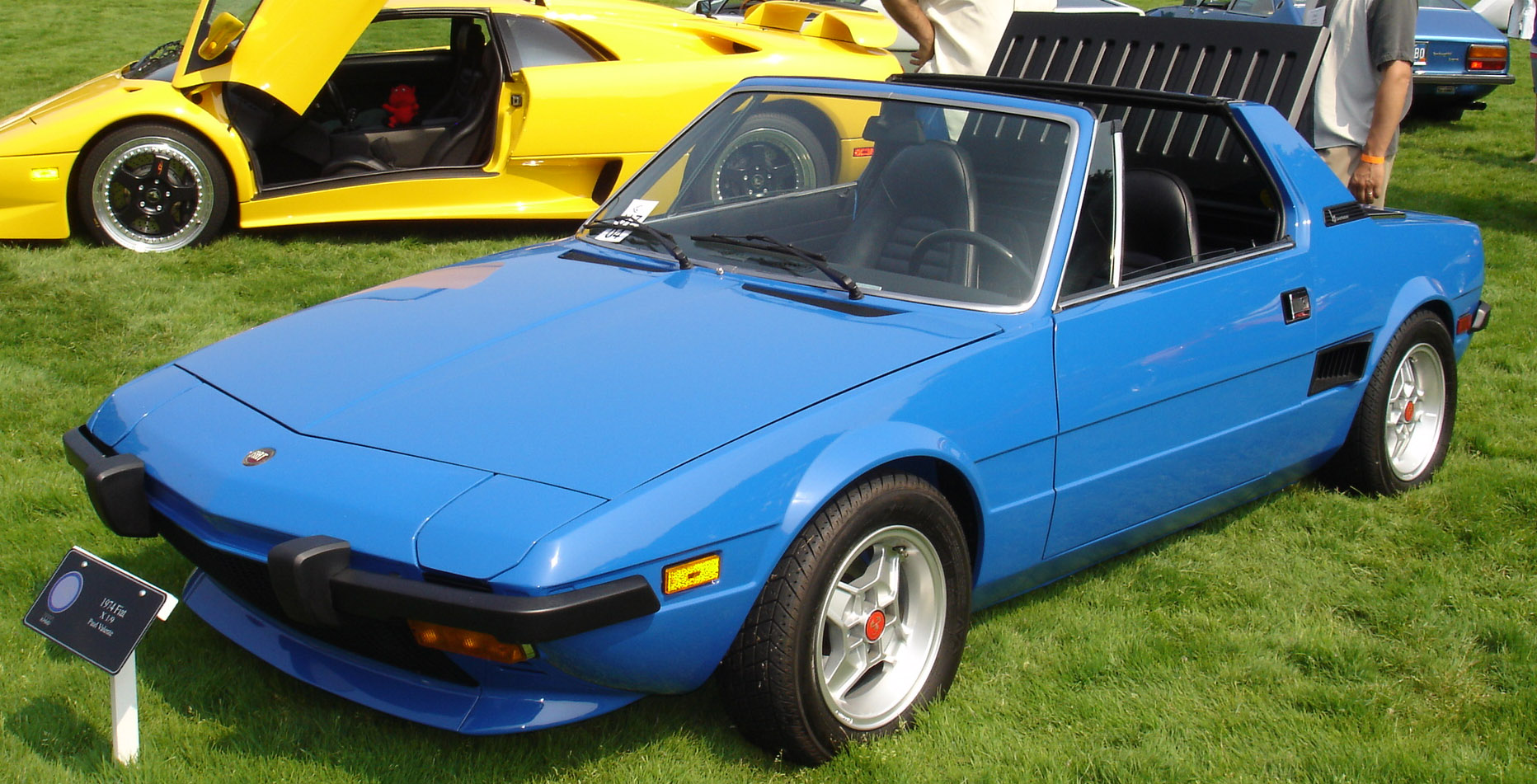
La Fiat X1/9 72 rouge a cédé sa place au modèle 1979 bleu. Comme c'est le cas en Suisse, l'immatriculation reste au propriétaire.
C'est donc toujours LU 42241.

## Publication

### Revues
Il a été pré-publié dans le Spirou (numéros 2244 à 2264, du 16 avril au 3 septembre 1981).

### Album
Cette histoire est publiée en album pour la première fois en 1982 chez Dupuis et connaitra diverses rééditions par la suite. En 2009, elle est intégrée au septième volume de l'intégrale de Yoko Tsuno, Sombres complots,.
Pour le lancement de l'album au Canada, un concours fut lancé pour découvrir un sosie de Yoko. Le choix porta sur une jeune Québécoise de seize ans.

### Documentation
- Philippe Pierre-Adolphe, « Les 50 Meilleurs Albums de l'année : La Proie et l'Ombre », dans Jean-Luc Fromental (dir.), L'Année de la bande dessinée 82-83, Temps futurs, 1982, p. 53.